# Hala Sportowo-Widowiskowa Gdynia
 (avril 2025).
Si vous disposez d'ouvrages ou d'articles de référence ou si vous connaissez des sites web de qualité traitant du thème abordé ici, merci de compléter l'article en donnant les références utiles à sa vérifiabilité et en les liant à la section « Notes et références ».
La Hala Sportowo-Widowiskowa Gdynia est une salle omnisports située à Gdynia en Pologne. 
Sa capacité est de 4 334 places.

## Événements
- Championnat d'Europe de basket-ball féminin 2011